# Unidades das Mulheres de Êzidxan
As Unidades das Mulheres de Êzidxan (em curdo:  Yekinêyen Jinên Êzidxan ou YJÊ) são uma mílicia feminina yazidi formada no Iraque em 2015 para proteger a comunidade yazidi dos ataques do Estado Islâmico e de outros grupos islamitas que consideram os yazidis como pagãos infiéis.
As YJÊ tem origem nas Unidades de Resistência de Sinjar, uma milícia yazidi inicialmente agrupando homens e mulheres, tendo sido criada a 5 de janeiro de 2015 com o nome de  Unidades de Proteção das Mulheres de Sinjar (em curdo:  Yekîneyên Parastina Jin ê Şengalê), ou YPJ-Sinjar., tendo adotado o seu nome atual a 26 de outubro de 2015.
A organização segue a ideologia feminista da "jineologia", de Abdullah Öcalan, o aprisionado líder do Partido dos Trabalhadores do Curdistão,, e a ideia do confederalismo democrático promovida pela União de Comunidades do Curdistão (em curdo:  Koma Civakên Kurdistan, KCK).

## Atividades
Em outubro de 2015, as YJÊ participaram na fundação da Aliança de Sinjar, um comando conjunto para as várias forças yazidis, junto com as Unidades de Resistência de Sinjar (YBŞ), a Força de Proteção de Êzidxan(HPŞ) e outras milícias yazidis independentes.
Sob o comando conjunto da recém-criada aliança, as Unidades das Mulheres de Êzidxan participaram da ofensiva de novembro de 2015 em Sinjar (Operação Turayi Melek Taus - Fúria de Melek Taus).